# Julian Stańczak
Julian Stańczak (ur. 5 listopada 1928 w Borownicy, zm. 25 marca 2017 w Seven Hills) – polski malarz zamieszkały na stałe w Stanach Zjednoczonych, jeden z pionierów op-artu.
W 1940 został, wraz z całą rodziną, aresztowany przez NKWD i wywieziony na Syberię. Wskutek ciężkiej pracy i choroby utracił władzę w prawej ręce. Uciekł z rodziną ze Związku Radzieckiego do Afryki i zamieszkał w obozie dla uchodźców z Polski. Młodość spędził w Ugandzie, gdzie pobierał pierwsze lekcje rysunku lewą ręką. Pierwszą wystawę swojej twórczości miał w Nairobi (w Kenii).
W 1949 wyemigrował z rodziną do Wielkiej Brytanii, gdzie rozpoczął studia na politechnice w Londynie a w 1950 przeniósł się do Stanów Zjednoczonych. Rozpoczął tam studia w Cleveland Art Institute w Cleveland, które ukończył w 1954. Następnie studiował na Uniwersytecie Yale, gdzie uzyskał tytuł Master of Art Sciences. W 1964 został profesorem malarstwa w Cleveland Art Institute.